# Лесково (Забайкальский край)
Лесково — село в Балейском районе Забайкальского края России. Входит в состав сельского поселения «Ундинское».

## География
Село находится в северо-восточной части района, в правобережной части долины реки Унды, на расстоянии примерно 23 километров (по прямой) к северо-востоку от города Балей. Абсолютная высота — 694 метра над уровнем моря. К югу от населённого пункта проходит автодорога 76К-009.
Климат
Климат характеризуется как резко континентальный с продолжительной холодной малоснежной зимой. Абсолютный минимум температуры воздуха самого холодного месяца (января) составляет −45,5 °C; абсолютный максимум самого тёплого месяца (июля) — 39,2 °C. Среднегодовое количество атмосферных осадков составляет 308,3 мм.
Часовой пояс
Село Лесково находится в часовой зоне МСК+6. Смещение применяемого времени относительно UTC составляет +9:00.

## История
Было основано в первой половине XVIII века крестьянами, переселенными в зачёт рекрутского набора. В 1851 году жителей перевели в казачье сословие. Входило в состав станицы Ундинской 2-й пешей бригады Забайкальского казачьего войска.

## Население
| 1923 | 1989 | 2002 | 2010 | 2021 |
| ---- | ---- | ---- | ---- | ---- |
| 421  | ↘70  | ↗82  | ↘67  | ↘61  |

Половой состав
По данным Всероссийской переписи населения 2010 года в гендерной структуре населения мужчины составляли 47,8 %, женщины — соответственно 52,2 %.
Национальный состав
Согласно результатам переписи 2002 года, в национальной структуре населения русские составляли 100 % из 82 чел.

## Улицы
Уличная сеть села состоит из одной улицы (ул. Багульная).